# Fadil Hoxha
Fadil Hoxha (serb. Фадиљ Хоџа, Fadilj Hodža; ur. 15 maja 1916 w Djakowicy, zm. 23 kwietnia 2001 w Prisztinie) – jugosłowiański polityk, żołnierz NOVJ, bohater narodowy Jugosławii.

## Życiorys
W 1932 roku wyjechał do Albanii, gdzie uczył się w szkołach w Szkodrze i Elbasanie; naukę ukończył w 1940 roku.
We wrześniu 1942 pełnił funkcję komisarza politycznego w pierwszym oddziale partyzanckim złożonym z Albańczyków, który powstał na terytorium Kosowa i przyjął imię Zenela Ajdiniego. Od listopada był dowódcą oddziału, który podporządkował się lokalnym strukturom Komunistycznej Partii Jugosławii. W kwietniu 1943 został mianowany szefem sztabu Narodowej Armii Wyzwolenia Jugosławii na terytorium Kosowa i Metochii.
Po II wojnie światowej nadal angażował się w politykę; od 11 lipca 1945 do 20 lutego 1953 i od 24 czerwca 1967 do 7 maja 1969 był głową Socjalistycznej Prowincji Autonomicznej Kosowo, jednocześnie od lutego 1945 do czerwca 1963 był szefem kosowskiego rządu.
Sprzeciwiał się protestom w Kosowie z 1981 roku. W 1985 roku wycofał się z działalności politycznej.